# Febuksostat
Febuksostat (łac. febuxostatum) – organiczny związek chemiczny, niepurynowy inhibitor oksydazy ksantynowej, stosowany w leczeniu przewlekłej hiperurykemii i dny moczanowej.
Febuksostat uzyskał pozytywną opinię wydaną przez European Medicines Agency 21 kwietnia 2008, a przez FDA 16 lutego 2009.

## Mechanizm działania
Kwas moczowy jest końcowym produktem przemian metabolicznych puryn, katalizowanych przez oksydazę ksantynową (XO). Febuksostat jest bardzo silnym, selektywnym inhibitorem zarówno postaci utlenionych, jak i zredukowanych enzymu XO. Powoduje to spadek stężenia kwasu moczowego we krwi. Wykazano, że febuksostat w stężeniach terapeutycznych nie jest inhibitorem innych enzymów uczestniczących w przemianach puryn lub pirymidyny: deaminazy guaniny, fosforybozylotransferazy hipoksantynowo-guaninowej, fosforybozylotransferazy orotanowej, dekarboksylazy monofosforanu orotydyny i fosforylazy nukleozydów purynowych.

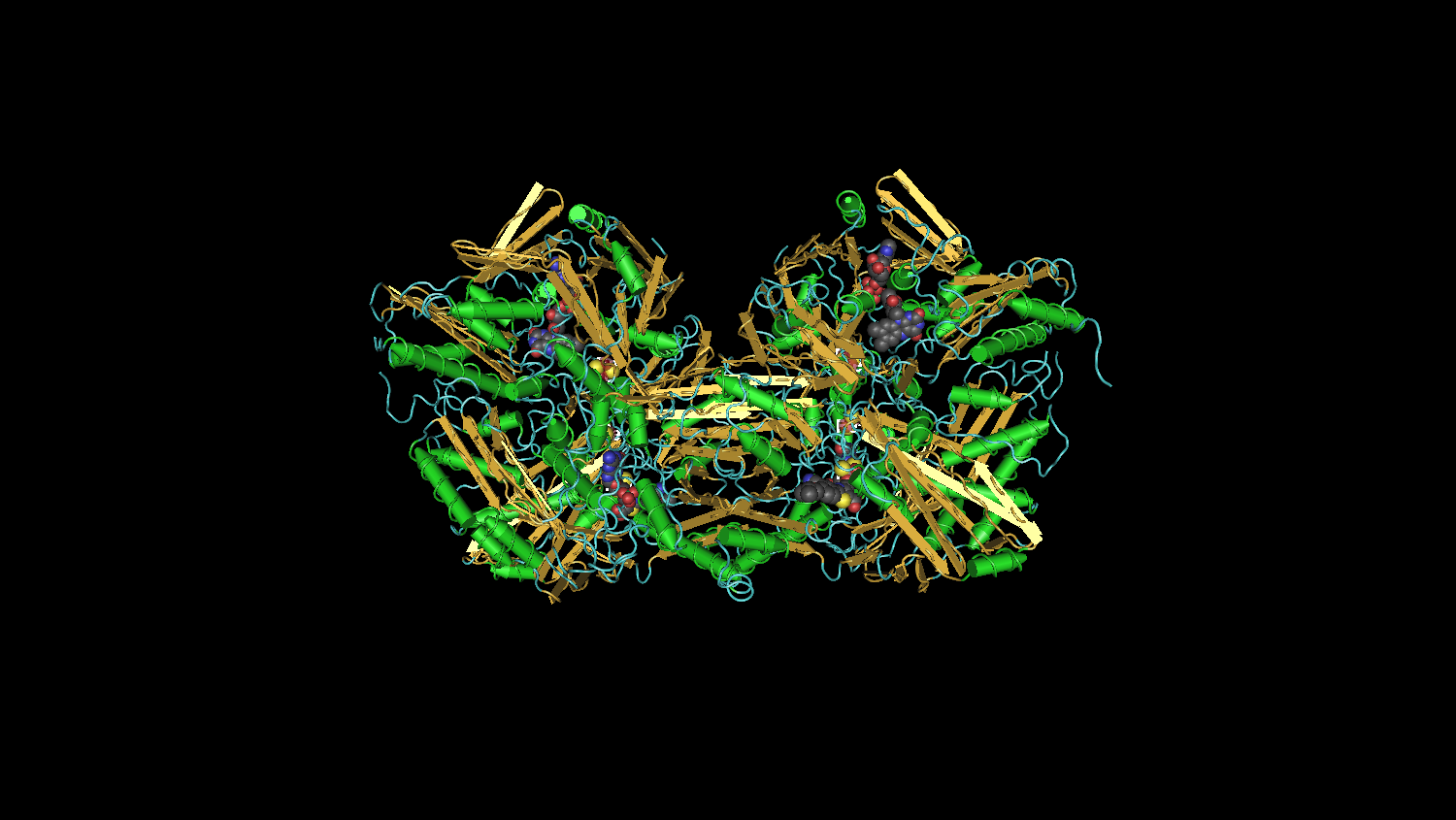
Oksydaza ksantynowa zablokowana febuksostatem.

Febuksostat zmniejsza stężenie kwasu moczowego dość szybko, bo po 2 tygodniach terapii. Utrzymuje się ono przez cały okres leczenia. Stałe leczenie febuksostatem zmniejsza również częstość i nasilenie napadów dny moczanowej.

## Farmakokinetyka
Z przewodu pokarmowego febuksostat wchłania się w około 84% w ciągu maksymalnie 1,5 godziny od momentu podania. Pokarm bogatotłuszczowy zmniejsza wchłanianie febuksostatu, co jednak nie jest istotne klinicznie. Lek wiąże się z białkami osocza w ponad 99%.
Metabolizm leku przebiega głównie na drodze koniugacji, którą katalizuje układ UDP-glukuronozylotransferazy, oraz oksydacji za pośrednictwem cytochromu P450 (przede wszystkim CYP1A1, CYP1A2). Niektóre metabolity są czynne farmakologicznie.
Lek wydalany jest z moczem i z kałem, głównie w postaci niezmienionej.

## Wskazania
Febuksostat stosowany jest w leczeniu pacjentów cierpiących na przewlekłą hiperurykemię, u których nastąpiło odkładanie się złogów moczanowych.

## Przeciwwskazania
- nadwrażliwość na substancję czynną lub jakikolwiek inny składnik preparatu,
- dzieci i młodzież do 18. roku życia oraz pacjenci po przeszczepie (ze względu na brak badań),
- pacjenci z chorobą niedokrwienną serca lub z zastoinową niewydolnością krążenia,
- ciąża i karmienie piersią.

## Ostrzeżenia specjalne
1. Leczenia febuksostatem nie należy zaczynać w trakcie napadu dny moczanowej.
2. W początkowej fazie leczenia wystąpić może zaostrzenie dny moczanowej wywołane wahaniami stężenia kwasu moczowego w surowicy (obniżenie stężenia wywołane lekiem, zwiększenie stężenia spowodowane przez uwalnianie kwasu moczowego ze złogów moczanowych). Zaleca się więc podawanie pacjentom, przez pierwszych 6 miesięcy leczenia febuksostatem, środków łagodzących napady dny (NLPZ, kolchicyna).
3. U chorych cierpiących na choroby przebiegające z przyspieszoną syntezą kwasu moczowego (pewne rodzaje nowotworów, zespół Lescha-Nyhana) dojść może do powstawania złogów ksantynowych.
4. Należy zachować ostrożność w przypadku chorych z ciężkimi zaburzeniami wątroby lub tarczycy.

## Interakcje
Nie zaleca się jednoczesnego stosowania merkaptopuryny, azatiopryny oraz teofiliny razem z febuksostatem ze względu na możliwość wzrostu stężenia tych substancji we krwi.
Leki blokujące glukoronizację mogą teoretycznie wpływać na eliminację febuksostatu. Nie zaobserwowano jednak klinicznych oznak tej interakcji.
Leki zobojętniające sok żołądkowy zawierające magnez i glin spowalniają wchłanianie febuksostatu o około 1 godzinę.

## Skuteczność
W jednym z badań porównano febuksostat do allopurinolu pod względem skuteczności terapii i okazało się, że leczenie febuksostatem bardziej obniżało poziom kwasu moczowego, a także częstość ataków dny oraz pojawiania się guzków dnawych.

## Działania niepożądane
Występują rzadko i mają raczej łagodny charakter. Do najczęściej występujących objawów ubocznych stosowania febuksostatu należą:
- zaburzenia czynności wątroby,
- biegunka,
- bóle głowy,
- nudności,
- wysypka.

Rzadziej występują:
- zmniejszenie ilości płytek krwi,
- zwiększenie stężenia kreatyniny, mocznika, LDH i trójglicerydów we krwi,
- zmniejszenie stężenia hemoglobiny,
- kołatanie serca,
- zawroty głowy,
- parestezje,
- senność lub bezsenność
- bóle brzucha, refluks żołądkowo-przełykowy, wymioty, inne zaburzenia dyspeptyczne,
- kamica nerkowa, krwiomocz, częstomocz,
- bóle mięśniowo-kostne,
- zwiększenie masy ciała, wzrost apetytu,
- uczucie zmęczenia,
- zmniejszenie libido,
- nerwowość.

## Preparaty
- Adenuric – Beaufour Ipsen Pharma – tabletki powlekane 80 i 120 mg.